# The Rising (Fernsehserie)
The Rising ist eine Kriminalserie mit Mysteryelementen, die ab dem 27. Mai 2022 bei Sky erstmals ausgestrahlt wurde.

## Handlung

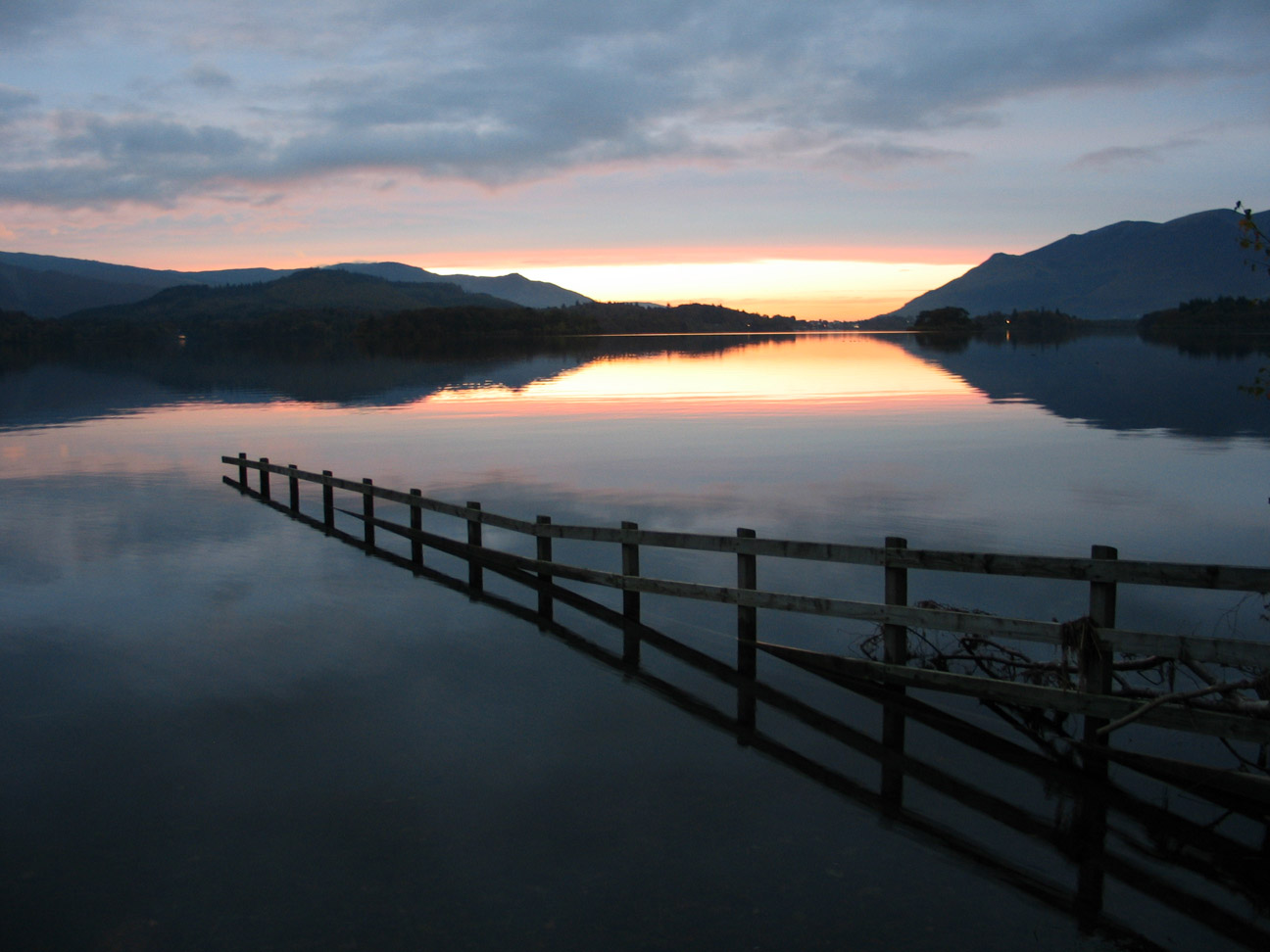
Die Szene zu Beginn wurde am Derwent Lake gedreht

Eine junge Frau kommt unter Wasser in einem See zu sich und rettet sich ans Ufer. Sie sucht nach Hilfe, weil sie ihre Erinnerung verloren hat. Nur langsam kehrt diese zurück, als sie durch die Landschaft und das Dorf läuft. Sie heißt Neve.
Ihre Mutter Maria arbeitet als Malerin. Neve lebt mit ihr und deren neuen Mann Daniel in einem kleinen Cottage in einer ländlichen Gegend in Nordengland. Auch Neves Stiefgeschwister Katie und Max leben mit ihnen. Als sie bemerken, dass Neve nicht in ihrem Bett liegt und in dieser Nacht auch nicht nachhause kam, ortet ihr Stiefvater ihr Smartphone. Er begibt sich zu der Wiese, auf der die 19-Jährige am Abend zuvor bei einem Rave war. Als er das Smartphone im nahegelegenen Wald findet, sind er und Maria äußerst beunruhigt.
Neve ist unterdessen nach Hause gekommen. Sie betrachtet sich im Spiegel und entdeckt Würgemale an ihrem Hals, eine Wunde an ihrem Kopf und Schrammen am ganzen Körper. Als ihr klar wird, dass sie eigentlich tot ist, beginnt sie zu weinen. Sie beschließt herauszufinden, wer ihr das angetan hat.
Neves Exfreund Joseph, mit dem gemeinsam sie auch Mitglied im Motocross-Verein „Vipers“ war, hat sie beim Rave zuletzt gesehen. Gemeinsam mit Neves Mutter, ihrem Stiefvater und ihrem leiblichen Vater suchen er und die anderen Gäste der Party in der Gegend nach ihr. Neve, die mittlerweile verstanden hat, dass ihre Leiche in dem See liegt, aus dem sie kam, führt sie mithilfe ihres Hundes, der sie wundersamerweise sehen kann, dorthin. Als die nach ihr Suchenden etwas auf dem Waser treiben sehen, holen sie ihren toten Körper ans Ufer.
Detective Christine Wyatt wird gerufen um den Tod zu untersuchen. Schnell wird klar, dass es sich um einen Mord handeln könnte. Am Ufer finden die Ermittler ein verbranntes Boot, das ihren Verdacht zu bestätigen scheint. Als die Helfer den Wald verlassen, bemerkt Neve, dass ihr Vater sie nicht nur sehen kann, sondern sie auch miteinander sprechen können. Das ist zu viel für ihn. Erst als sie sich mit ihrem Motocross-Bike auf die Straße stellt und sich von ihm überfahren lässt, hört er ihr zu. Sie sagt ihm, dass sie seine Hilfe braucht.
Um den Mörder ihrer Tochter zu finden, unterstützt Maria durch eine Bitte im Fernsehen einen Aufruf der Polizei an die Bevölkerung, bei den Ermittlungen zu helfen.

## Figuren, Besetzung und Synchronisation
| Schauspieler      | Rolle           | Hauptrolle (Folgen) | Rollenbeschreibung                                                               | Synchronsprecher   |
| ----------------- | --------------- | ------------------- | -------------------------------------------------------------------------------- | ------------------ |
| Clara Rugaard     | Neve Kelly      | 1.01–               | eine 19-Jährige, die nach ihrem gewaltsamen Tod in einer Zwischenwelt feststeckt | Magdalena Höfner   |
| Matthew McNulty   | Tom Rees        | 1.01–               |                                                                                  | Daniel Welbat      |
| Emily Taaffe      | Maria Kelly     | 1.01–               | Mutter von Neve                                                                  | Mareile Moeller    |
| Nicholas Gleaves  | William Wyatt   |                     |                                                                                  | Jörg Pintsch       |
| Solly McLeod      | Joseph Wyatt    | 1.01–               | Neves Exfreund, als sie noch lebte                                               | Karim El Kammouchi |
| Ann Ogbomo        | Christine Wyatt | 1.01–               | der Detectiv untersucht den Mord an Neve                                         | Dela Dabulamanzi   |
| Nenda Neururer    | Alex Wyatt      | 1.01–               | Christine Wyatts Tochter, mit der Neve kommunizieren kann                        |                    |
| Rebecca Root      | DS Diana Aird   | 1.01–               | Christine Wyatts Kollegin                                                        |                    |
| Alex Lanipekun    | Daniel Sands    | 1.01–               | Neves Stiefvater                                                                 | Florian Clyde      |
| Robyn Cara        | Katie Sands     | 1.01–               | Neves Stiefschwester                                                             |                    |
| Lee Byford        |                 | 1.01–               | Desk Sergeant                                                                    |                    |
| Cameron Howitt    | Max Sands       | 1.01–               | Neves Stiefbruder                                                                | Paul-Lino Krenz    |
| Oliver Huntingdon | Nicky           | 1.01–1.02           | junger Mann aus Neves und Sollys Crossbike-Team                                  |                    |

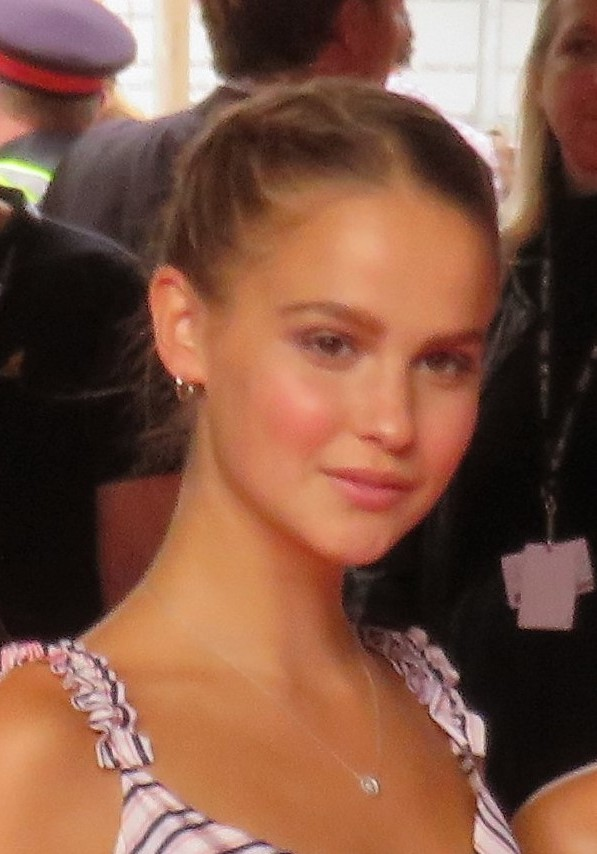
Clara Rugaard spielt in der Hauptrolle Neve Kelly

Clara Rugaard spielt in der Hauptrolle Neve Kelly, Emily Taaffe ihre Mutter Maria.
Die deutsche Synchronisation entstand nach einem Dialogbuch von Kira Uecker und der Dialogregie von Karin Grüger im Auftrag der Studio Hamburg Synchron GmbH, Berlin.

## Entstehung
Es handelt sich bei The Rising um eine Adaption der belgischen Mystery-Serie Beau Séjour. Die Drehbuchanpassung schrieben Pete McTighe und Charlotte Wolf gemeinsam mit Charlene James, Roanne Bardsley, Gemma Hurley und Laura Grace. Regie führten neben Ed Lilly und Thora Hilmarsdottir noch Paul Walker und Carl Tibbetts.

## Dreharbeiten und Musik

Einer der Drehorte: Keswick im Lake District in Nordengland

Die Dreharbeiten fanden im Frühjahr 2021 im Lake District in Nordengland statt, unter anderem in Keswick.
Die Musik für die Serie komponierte Carly Paradis. Das Soundtrack-Album mit 28 Musikstücken wurde am 22. April 2022 von Lakeshore Records als Download veröffentlicht.

## Veröffentlichung
Eine erste Vorstellung der Serie erfolgten ab dem 16. Februar 2022 bei den Internationalen Filmfestspielen in Berlin, wo die ersten beiden Folgen von The Rising in der Sektion Berlinale Series gezeigt wurden. Die acht Folgen der bislang einzigen geplanten Staffel wurden ab 27. Mai 2022 bei Sky veröffentlicht. Ursprünglich war die Veröffentlichung dort bereits im März 2022 geplant.

## Episodenliste
| Nr. | Deutscher Titel            | Originaltitel | Erstausstrahlung | Deutschsprachige Erstausstrahlung (D) | Regie               | Drehbuch                                     |
| --- | -------------------------- | ------------- | ---------------- | ------------------------------------- | ------------------- | -------------------------------------------- |
| 1   | Ich bin immer noch hier    | —             | —                | 27. Mai 2022                          | Ed Lilly            | Pete McTighe, Charlotte Wolf                 |
| 2   | Ich seh dich               | —             | —                | 27. Mai 2022                          | Ed Lilly            | Pete McTighe, Charlotte Wolf                 |
| 3   | Schatten der Vergangenheit | —             | —                | 27. Mai 2022                          | Thora Hilmarsdottir | Charlene James                               |
| 4   | Keaton Hall                | —             | —                | 27. Mai 2022                          | Thora Hilmarsdottir | Charlene James                               |
| 5   | Vertrauen                  | —             | —                | 27. Mai 2022                          | Paul Walker         | Roanne Bardsley                              |
| 6   | Befreiung                  | —             | —                | 27. Mai 2022                          | Paul Walker         | Roanne Bardsley, Sanne Nuyens, Bert Van Dael |
| 7   | Der Wahrheit auf der Spur  | —             | —                | 27. Mai 2022                          | Carl Tibbetts       | Laura Grace, Sanne Nuyens, Bert Van Dael     |
| 8   | Nicht von dieser Welt      | —             | —                | 27. Mai 2022                          | —                   | —                                            |

## Auszeichnungen
Internationale Filmfestspiele Berlin 2022
- Nominierung für den Teddy Award[7]